# Mare nostrum

Fondation progressive du lac romain.

Pour les articles homonymes, voir Mare nostrum (homonymie).
 (juin 2019).
Si vous disposez d'ouvrages ou d'articles de référence ou si vous connaissez des sites web de qualité traitant du thème abordé ici, merci de compléter l'article en donnant les références utiles à sa vérifiabilité et en les liant à la section « Notes et références ».
Mare nostrum est une expression latine qui, traduite littéralement, signifie « notre mer » en évoquant la mer Méditerranée. Mare était également le nom latin de Thalassa, la déesse de la Méditerranée.

## La période romaine
Les Romains ont toujours préféré la terre ferme aux navires. Par exemple, contre la flotte de Carthage à la bataille du Cap Ecnomus en 256 av. J.-C., alors que Rome avait encore peu d'expérience en matière maritime, ils gagnèrent grâce aux corbeaux (ou mains de fer) qui immobilisèrent les navires ennemis et permirent ainsi aux troupes terrestres de combattre dans un corps à corps auquel elles étaient habituées sur la terre ferme. Et même plus tard, quand les Romains furent en mesure de contrôler la Méditerranée et toute sa côte maritime, ils la considéraient comme une sorte de « piscine de maison », d'où l'expression mare nostrum, et évitant l'océan au-delà des colonnes d'Hercule.

## Référence par Mussolini
Le fascisme de Benito Mussolini cherche à faire de l'Italie un pays craint et respecté en restaurant les fastes de l’Empire romain. En avril 1926, dans un discours à Tripoli, Mussolini réutilise l'expression de mare nostrum, avec l'idée d'établir une thalassocratie italienne sur la Méditerranée.